# Swemeh
Swemeh ou Sweimeh (en arabe : السويمة) est une ville au bord de la mer Morte en Jordanie.